# Darius Milhaud
Darius Milhaud (Marseille, Frankrijk, 4 september 1892 – Genève, Zwitserland, 22 juni 1974) was een Franse componist en muziekpedagoog.

## Leven
Darius Milhaud was een zoon uit een oude provençaals-joodse familie. De geografische alsook de religieuze afkomst zou hem in zijn gehele leven vormen. Systematisch muziekonderwijs kreeg hij vanaf zijn 7e levensjaar met vioolles. Zijn eerste composities ontstonden in 1905.
In 1909 begon hij een vioolstudie aan het Parijse Conservatoire national supérieur de musique, maar drie jaar later stapte hij over naar compositie. Zijn docenten waren André Gédalge voor contrapunt en compositie, Xavier Leroux voor harmonieleer en Charles–Marie Widor voor compositie. Hij nam ook privélessen bij Vincent d'Indy voor orkestratie. Toen maakte hij ook kennis met Arthur Honegger en Jacques Ibert. Zelf componeerde hij in die tijd voornamelijk liederen naar gedichten van Franse tijdgenoten en zijn eerste opera, La brebis égarée (1910-1915).
In 1912 ontstond een belangrijke vriendschap met de Franse dichter Paul Claudel die zijn muzikale leven voor een groot deel heeft beïnvloed. Francis Jammes en Leo Latil hadden ook hun steentje bijgedragen tot de wording als componist van Darius Milhaud. Tijdens de Eerste Wereldoorlog nam Claudel hem mee als attaché aan de Franse ambassade (1917-1918) naar Rio de Janeiro in Brazilië. Daar leerde hij de Braziliaanse volksmuziek en de populaire muziek kennen. Dat had in de volgende jaren grote invloed op zijn eigen compositiestijl. Zijn stijl is in Brazilië volwassen geworden.
In maart 1919 kwam hij naar Frankrijk terug. Hij had contact met de kring om Jean Cocteau en Erik Satie die in 1920 door Collet de Groupe des Six werd genoemd, met Arthur Honegger, Francis Poulenc, Georges Auric, Louis Durey en Germaine Tailleferre als naaste collega's. De composities gemaakt in zijn Groupe des Six-tijd brachten hem de eerste successen bij het publiek, maar ook schandalen.
In 1925 huwde hij zijn nicht, de actrice Madeleine Milhaud (1902-2008). Na het uitbreken van de Tweede Wereldoorlog emigreerde Milhaud met zijn gezin naar de Verenigde Staten van Amerika en werd hij aan het Mills College in Oakland leraar voor compositie (tot 1971). Na het einde van de oorlog werd hij tevens hoogleraar compositie aan het befaamde Conservatoire supérieur de musique te Parijs. Hij doceerde in de volgende tijd jaarlijks afwisselend tussen de beide continenten. Tot zijn leerlingen behoorden de Amerikanen Burt Bacharach,  Dave Brubeck en Steve Reich, de Zweed Allan Pettersson, de Duitser Karlheinz Stockhausen en de Griek Iannis Xenakis.
Milhaud was een zeer productieve componist en schreef meer dan 400 partituren, in alle mogelijke genres: opera, symfonie en symfonische muziek, kamer- en vocaalmuziek, werken voor harmonieorkest en liederen.

## Oeuvre
Veel van Milhauds muziek heeft een typisch Franse, neoclassicistische inslag. Milhaud past in zijn muziek vaak polytonaliteit en polyritmiek toe. In een aantal werken is ook de Latijns-Amerikaanse invloed van Milhauds verblijf in Brazilië hoorbaar. Ook de jazz, die Milhaud in New York (maar ook in Parijs waar toen veel jazzmusici verbleven) leerde kennen, liet sporen na. Zo vertoont bijvoorbeeld de bezetting van La création du monde grote overeenkomsten met de jazzbands uit Harlem. 

### Werken voor orkest

#### Symfonieën
- 1939 Symfonie nr 1, opus 210
  1. Pastorale - Modérément animé
  2. Très vif
  3. Très Modéré
  4. Animé
- 1944 Symfonie nr 2, opus 247 - opgedragen in gedachtenis aan de echtgenote van de beroemde dirigent Serge Koussevitzky, Natalie;
  1. Paisible
  2. Mystérieux
  3. Douloureux
  4. Avec Sérénité
  5. Alleluia
- 1946 Symfonie nr 3 (Te Deum), opus 271
  1. Fièrement
  2. Très recueilli
  3. Pastorale
  4. Finale
- 1948 Symfonie nr. 4 1948 , opus 281
- 1953 Symfonie nr 5, opus 322
- 1955 Symfonie nr 6, opus 343
- 1955 Symfonie nr 7, opus 344
- 1957 Symfonie nr 8 (Rhodanienne), opus 362
- 1959 Symfonie nr 9, opus 380
- 1960 Symfonie nr 10, opus 382
- 1960 Symfonie nr 11 (Romantique), opus 384
- 1961 Symfonie nr 12 (Rurale), opus 390
- 1917 Le printemps, opus 43 (1e kleine symfonie)
- 1918 Pastorale, opus 49 (2e kleine symfonie)
- 1921 Serenade, opus 71 (3e kleine symfonie)
- 1921 Dixtuor à cordes, voor tien strijkers, opus 74 (4e kleine symfonie)
- 1922 Dixtuor d'instrument à vent, voor tien blazers, opus 75 (5e kleine symfonie)
- 1923 Sixieme symphonie pour quatuor vocal, hautbois et violoncello, op. 79 (6e kleine symfonie)

De kleine symfonieën werden later door de componist niet meer als zodanig aangemerkt.

#### Concerten met instrumenten en orkest
- 1927 Concert nr 1, voor viool en orkest
- 1929 Concert nr 1, voor altviool en orkest, opus 108
- 1933 Concert nr 1, voor piano en orkest, opus 127
- 1935 Celloconcert, opus 223
- 1941 Concert nr 2, voor piano en orkest, opus 228
- 1945 Concert nr 2, voor viool en orkest, opus 263
- 1946 Concert nr 3, voor piano en orkest, opus 270
- 1949 Concert nr 4, voor piano en orkest, opus 295
- 1951 Concertino d'été, voor altviool en kamerorkest, opus 311
- 1953 Concert, voor harp en orkest, opus 323
- 1953 Concertino d'hiver, voor trombone en strijkorkest, opus 327
- 1954-1955 Concert nr 2, voor altviool en orkest, opus 340
- 1955 Concert nr 5, voor piano en orkest, opus 346
- 1959 Concert nr 3, voor viool en orkest

#### Andere orkestwerken
- 1919 2e Suite symphonique
- 1919 Le Bœuf sur le toit (filmmuziek), opus 58
- 1920 Ballade, voor piano en orkest, op. 61
- 1920 Saudades do Brazil, een symfonisch gedicht met impressies uit Rio de Janeiro voor orkest (oorspronkelijk voor piano), opus 67,
  1. Sorocaba
  2. Botafogo
  3. Leme
  4. Copacabana
  5. Ipanema
  6. Gavea
  7. Corcovado
  8. Tijuca
  9. Sumaré
  10. Paineras
  11. Laranjeiras
  12. Paysandú
- 1920 Cinq Études, voor piano en orkest, opus 63
- 1926 Le Carneval d'Aix, fantaisie voor piano en orkest, opus. 83b
- Hymne de Sion, voor orkest
- Israel est vivant, voor orkest

### Werken voor harmonieorkest
- 1923 La création du monde, voor blazersensemble
- 1944 Suite française, opus 248
  1. Normandie
  2. Bretagne
  3. Île-de-France
  4. Alsace-Lorraine
  5. Provence
- 1936 Suite provençale, opus 152
- 1936 Introduction et Marche Funèbre 3e deel tot de toneelmuziek Quatorze juillet, voor harmonieorkest - tekst: Romain Rolland
- 1946 Deux Marches, opus 260
- 1954 West Point Suite, voor harmonieorkest, op. 313
  1. Introduction
  2. Recitative
  3. Fanfare

### Muziektheater

#### Opera's
| Voltooid in         | titel | aktes                                   | première | libretto                                          |
| ------------------- | --- | --------------------------------------- | --- | ------------------------------------------------- |
| 1910-1914           | La Brebis égarée, op. 4 | 3 aktes, 20 taferelen                   | 10 december 1923, Parijs, Opéra-Comique | Francis Jammes                                    |
| 1913/1915-1916-1922 | L'Orestie d'Eschyle, trilogie - 1. Agamemnon, opus 14 (Aeschylus Paul Claudel, 1e deel van de Orestie) - toneelmuziek voor sopraan, mannenkoor en orkest; 2. Les Choéphores, opus 24, (naar Aeschylus bewerkt door Paul Claudel, 2e deel van de Orestie) - zeven toneelmuzieken voor sopraan, bariton, vrouwelijke spreekstem, gemengd koor, slagwerk en orkest 3. Les Euménides, opus 41 | 3 aktes                                 | 18 november 1949, Brussel, Radio INR | (Aeschylus Paul Claudel, 3e deel van de Orestie)  |
| 1925                | Les Malheurs d'Orphée, opus 85 | 3 aktes                                 | 7 mei 1926, Brussel, Koninklijke Muntschouwburg | Armand Lunel                                      |
| 1925-1927           | Esther de Carpentras, opus 89 | 2 aktes                                 | concertant: 1937, Radio Rennes; scenisch: 1 februari 1938, Parijs, Opéra-Comique                                                                                  | Armand Lunel                                      |
| 1926                | Le Pauvre Matelot, opus 92 | 3 aktes                                 | 16 december 1927, Parijs, Opéra-Comique; 2e versie: 15 november 1934, Genève                                                                                      | Jean Cocteau                                      |
| 1926-1927           | Les Opéras-minute - Trilogie - 1. L'Enlèvement d'Europe, opus 94 2. L'Abandon d'Ariane, opus 98 3. La Délivrance de Thésée, opus 99 | - 1. 8 scènes; 2. 5 scènes; 3. 6 scènes | - 1. 17 juli 1927, Baden-Baden, Kammermusikfest 2. 20 april 1928, Wiesbaden, Hessisches Staatstheater 3. 20 april 1928, Wiesbaden, Hessisches Staatstheater       | Henri Hoppenot                                    |
| 1928                | Christoph Colomb | 2 aktes, 27 taferelen                   | 5 mei 1930, Berlijn, Staatsoper Unter den Linden; 2e versie: concertant: 2 juni 1956, Parijs, Théâtre des Champs-Élysées; scenisch: juni 1968, Graz, Sommerspiele | Paul Claudel                                      |
| 1930-1931           | Maximilien, opus 110 | 3 aktes, 9 taferelen                    | 5 januari 1932, Parijs, Opéra Garnier | Franz Werfel/Rudolf Stephan Hoffmann/Armand Lunel |
| 1938                | Médée, opus 191 | eenakter                                | 7 oktober 1939, Antwerpen, Vlaamse Opera | Madeleine Milhaud                                 |
| 1943                | Bolívar, opus 236 | 3 aktes                                 | 12 mei 1950, Parijs, Opéra Garnier | Jules Supervielle/Madeleine Milhaud               |
| 1952-1953           | David, opus 320 | 5 aktes                                 | concertant: 1 juni 1954, Jeruzalem; scenisch: 2 februari 1955, Milaan, Teatro alla Scala                                                                          | Armand Lunel                                      |
| 1958                | Fiesta, opus 370 | eenakter                                | 3 oktober 1958, Berlijn, Deutsche Oper | Boris Vian                                        |
| 1964-1965           | La Mère coupable, opus 412 | 3 aktes                                 | 13 juni 1966, Genève, Grand Théâtre | Madeleine Milhaud, naar Beaumarchais              |
| 1970                | Saint-Louis roi de France, opéra-oratorio, opus 434 | 2 delen                                 | concertant: 18 maart 1972 Rome, RAI; scenisch: 14 april 1972, Rio de Janeiro, Teatro Municipal                                                                    | Paul Claudel/Henri Doublier                       |

#### Balletten
| Voltooid in | titel                                 | aktes | première | libretto          | choreografie |
| ----------- | ------------------------------------- | ----- | -------- | ----------------- | ------------ |
| 1919        | Le bœuf sur le toit (ballet), opus 58 |       |          | naar Jean Cocteau |              |
| 1921        | La création du monde                  |       |          |                   |              |

#### Musical
| Voltooid in | Titel                                  | Uitvoeringen | Première | Libretto       | Verdere liedteksten | Choreografie |
| ----------- | -------------------------------------- | ------------ | -------- | -------------- | ------------------- | ------------ |
| 1910-1924   | La Brebis égarée, roman musical, op. 4 | 3 aktes      |          | Francis Jammes |                     |              |

### Werken voor piano
- 1919 Le bœuf sur le toit, voor twee piano's
- 1936 Scaramouche, voor twee piano's

### Kamermuziek
- Sonates en andere werken met pianobegeleiding voor altviool, viool, klarinet, saxofoon
- Duo's en trio's voor verschillende instrumenten, waaronder Suite voor viool, klarinet en piano
- 18 Strijkkwartetten (van 1912 tot 1950); waarvan het 14de en 15de samen ook als octet kunnen uitgevoerd worden
- Kwintetten voor strijkers (3), blazers (1) en piano en strijkers (1)
- Strijksextet
- Septet

### Vocale muziek (met orkest of instrumenten)
- 1919 Machines agricoles, 6 pastorale gezangen, voor zangeres of zanger, fluit, klarinet, fagot, viool, alt-viool, cello en contrabas, opus 56
- Psaume 129, voor bariton en orkest, opus 53
- Cantate pour Louer le Seigneur, voor solokwartet, gemengd koor, jongerenkoor en orkest, opus 103
- Cantate de Psaumes, voor bariton en kamerorkest, opus 425

### Koormuziek
- Les Momies d'Egypte, Comédie chorale voor gemengd koor
- Psaume 121, voor mannenkoor a capella

- Bibsys: 90115714
- Biblioteca Nacional de España: XX891459
- Bibliothèque nationale de France: cb13897515x (data)
- Catàleg d'autoritats de noms i títols de Catalunya: 981058525148706706
- CiNii: DA04860044
- Gemeinsame Normdatei: 118582453
- International Standard Name Identifier: 0000 0001 2129 9142
- Library of Congress Control Number: n79109326
- Nationale Bibliotheek van Letland: 000025411
- Base Léonore: 19800035/1246/43838
- MusicBrainz: a7ef6698-3056-4e80-880d-0f9d106cc8e2
- Bibliotheek van het Japanse parlement: 00471636
- Nationale Bibliotheek van Tsjechië: jn19990005716
- Nationale bibliotheek van Australië: 36561416
- Nationale Bibliotheek van Israël: 987007265315005171
- Nationale Bibliotheek van Polen: a0000001516072
- Nationale en Universitaire bibliotheek Zagreb: 000416319
- Nederlandse Thesaurus van Auteursnamen: 069409323
- Istituto Centrale per il Catalogo Unico: LO1V130109
- LIBRIS: 77052
- SNAC: w6rf5t2v
- Système universitaire de documentation: 027029549
- Trove: 1293295
- Virtual International Authority File: 42026090
- WorldCat: E39PBJgMyMYJRXM68THJwP6Myd